# Stealing the Covers
Stealing the Covers is het zevende studioalbum van de Amerikaanse poppunkband Teenage Bottlerocket. Het album bestaat uit covers van nummers die oorspronkelijk door kleine, onbekende bands die vaak geen lang bestaan zijn gegund. Het werd uitgegeven via het platenlabel Fat Wreck Chords op 14 juli 2017 op cd en lp.

## Nummers
1. "The Way I Know" (Varsity Weirdos) - 1:51
2. "Back and Forth" (Hollywood Blondes) - 3:01
3. "College Town" (Jüke) - 2:16
4. "Don't Go" (The Scutches) - 2:30
5. "Robocop is a Halfbreed Sellout" (Sprocket Nova) - 2:33
6. "No Hugging No Learning" (Head) - 1:09
7. "Shit Fuck God Damn" (Artimus Maximus) - 0:35
8. "Gay Parade" (The Gullibles) - 2:03
9. "It Came from the Radio" (The Blendours) - 2:00
10. "Alien Motion Technology" (The Mugwumps) - 1:42
11. "Hat Nerd" (The Four Eyes) - 1:59
12. "My Very Best" (The 20Belows) - 1:52
13. "I Kill Butterflies" (Onion Flavored Rings) - 1:18
14. "Why the Big Pause" (The Punchlines) - 1:30

## Band
- Miguel Chen - basgitaar
- Darren Chewka - drums
- Ray Carlisle - gitaar, zang
- Kody Templeman - gitaar, zang